# جايسون بلنت
جايسون بلنت (بالإنجليزية: Jason Blunt)‏ (16 أغسطس 1977 في المملكة المتحدة - ) هو لاعب كرة قدم بريطاني في مركز الوسط. شارك مع منتخب إنجلترا تحت 18 سنة لكرة القدم. أما مع النوادي، فقد لعب مع ريث روفرز وليدز يونايتد ونادي بلاكبول ونادي دونكاستر روفرز ويوفل تاون ونادي سكاربورو ونادي هاليفاكس تاون ونادي جوول ‏ ونادي تاموورث ونادي جيزيلي ‏ وSutton Town A.F.C. ‏.

## وصلات خارجية
- جايسون بلنت على موقع قاعدة بيانات كرة القدم.إي يو (الإنجليزية)
- جايسون بلنت على موقع Soccerbase.com (لاعب) (الإنجليزية)
- جايسون بلنت على موقع عالم كرة القدم.نت (الإنجليزية)